# Потреб
Потреб је насеље у Србији у општини Тутин у Рашком округу. Према попису из 2022. било је 264 становника.

## Демографија
У насељу Потреб живи 184 пунолетна становника, а просечна старост становништва износи 32,3 година (31,7 код мушкараца и 33,0 код жена). У насељу има 47 домаћинстава, а просечан број чланова по домаћинству је 5,68.
Ово насеље је великим делом насељено Бошњацима (према попису из 2002. године), а у последња три пописа, примећен је пад у броју становника.
|  |

| Демографија | Демографија | Демографија |
| Година      | Становника  | Становника  |
| ----------- | ----------- | ----------- |
| 1948.       | 353         |             |
| 1953.       | 380         |             |
| 1961.       | 404         |             |
| 1971.       | 335         |             |
| 1981.       | 377         |             |
| 1991.       | 311         | 308         |
| 2002.       | 267         | 328         |

| Етнички састав према попису из 2002.‍ | Етнички састав према попису из 2002.‍ | Етнички састав према попису из 2002.‍ | Етнички састав према попису из 2002.‍ | Етнички састав према попису из 2002.‍ |
| ------------------------------------ | ------------------------------------ | ------------------------------------ | ------------------------------------ | ------------------------------------ |
|                                      |                                      |                                      |                                      |                                      |
| Бошњаци                              | Бошњаци                              |                                      | 264                                  | 98,87%                               |
| непознато                            | непознато                            |                                      | 3                                    | 1,12%                                |

| Година пописа     | 1948. | 1953. | 1961. | 1971. | 1981. | 1991. | 2002. |
| ----------------- | ----- | ----- | ----- | ----- | ----- | ----- | ----- |
| Број домаћинстава | 53    | 50    | 57    | 49    | 54    | 51    | 47    |

| Број чланова      | 1 | 2 | 3 | 4 | 5 | 6  | 7 | 8 | 9 | 10 и више | Просек |
| ----------------- | - | - | - | - | - | -- | - | - | - | --------- | ------ |
| Број домаћинстава | 1 | 5 | 2 | 3 | 8 | 13 | 7 | 4 | 3 | 1         | 5,68   |

| Пол    | Укупно | Неожењен/Неудата | Ожењен/Удата | Удовац/Удовица | Разведен/Разведена | Непознато |
| ------ | ------ | ---------------- | ------------ | -------------- | ------------------ | --------- |
| Мушки  | 94     | 29               | 57           | 7              | 0                  | 1         |
| Женски | 100    | 27               | 61           | 9              | 1                  | 2         |
| УКУПНО | 194    | 56               | 118          | 16             | 1                  | 3         |

| Пол    | Укупно                    | Пољопривреда, лов и шумарство | Рибарство                            | Вађење руде и камена | Прерађивачка индустрија       |
| ------ | ------------------------- | ----------------------------- | ------------------------------------ | -------------------- | ----------------------------- |
| Мушки  | 77                        | 72                            | 0                                    | 0                    | 0                             |
| Женски | 72                        | 71                            | 0                                    | 0                    | 1                             |
| УКУПНО | 149                       | 143                           | 0                                    | 0                    | 1                             |
| Пол    | Производња и снабдевање   | Грађевинарство                | Трговина                             | Хотели и ресторани   | Саобраћај, складиштење и везе |
| Мушки  | 0                         | 0                             | 0                                    | 0                    | 1                             |
| Женски | 0                         | 0                             | 0                                    | 0                    | 0                             |
| УКУПНО | 0                         | 0                             | 0                                    | 0                    | 1                             |
| Пол    | Финансијско посредовање   | Некретнине                    | Државна управа и одбрана             | Образовање           | Здравствени и социјални рад   |
| Мушки  | 0                         | 0                             | 2                                    | 2                    | 0                             |
| Женски | 0                         | 0                             | 0                                    | 0                    | 0                             |
| УКУПНО | 0                         | 0                             | 2                                    | 2                    | 0                             |
| Пол    | Остале услужне активности | Приватна домаћинства          | Екстериторијалне организације и тела | Непознато            | Непознато                     |
| Мушки  | 0                         | 0                             | 0                                    | 0                    | 0                             |
| Женски | 0                         | 0                             | 0                                    | 0                    | 0                             |
| УКУПНО | 0                         | 0                             | 0                                    | 0                    | 0                             |